# Schorischer Nationalpark

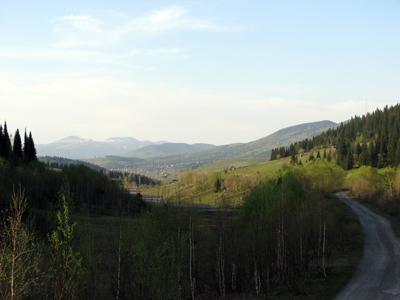
Berg Mustag

Der Schorische Nationalpark (russisch Шорский национальный парк, Schorski nazionalny park) ist ein Nationalpark in Russland.

## Geographie
Der Schorische Nationalpark liegt in Bergschorien (Горная Шория, Gornaja Schorija), einer Mittelgebirgslandschaft zwischen Kusnezker Alatau, Sajan, Altai und Salair, südlich des Kusbass, Sibirien. Die mittlere Höhe über dem Meeresspiegel beträgt 500 bis 800 m, einige Gipfel erreichen 1800 m. Der Parks wird vom Fluss Mras-Su, einem Nebenfluss des Tom, durchflossen. Die Gesamtfläche des Parks beträgt 338.300 Hektar (seit 1995, ursprünglich 418.200 ha), verteilt auf fünf Abschnitte.
Administrativ gehört das Territorium des Parks zum Rajon Taschtagol im Süden der Oblast Kemerowo. Der Park nimmt 4,3 % der Fläche der Oblast ein. Die Verwaltungs des Parks befindet sich in der Stadt Taschtagol.

## Geschichte
Der Schorische Nationalpark wurde auf Beschluss des Ministerrates der RSFSR vom 27. Dezember 1989 eingerichtet.

## Zielsetzung
Der Park soll dem Schutz beispielhafter und besonderer Abschnitte der Ökosysteme Bergschoriens, insbesondere von Sibirischer Zirbelkiefer- und „Schwarz“-Taiga sowie der Bewahrung des kulturellen Erbes der schorischen indigenen Bevölkerung des Gebietes bei gleichzeitiger touristischer Nutzung dienen.

## Fauna
Zu den 60 im Park nachgewiesenen Säugetieren gehören Schneehase (Lepus timidus), Eichhörnchen (Sciurus vulgaris), Zobel (Martes zibellina), Amerikanischer Nerz (Mustela vison), Feuerwiesel (Mustela sibirica), Fischotter (Lutra lutra), Vielfraß (Gulo gulo), Rotfuchs (Vulpes vulpes), Wolf (Canis lupus), Eurasischer Luchs (Lynx lynx), Elch (Alces alces), Sibirischer Maulwurf (Talpa altaica), Burunduk (Tamias sibiricus), Ostschermaus (Arvicola amphibius), Bisamratte (Ondatra zibethicus), Feldhamster (Cricetus cricetus), Hermelin (Mustela erminea), Mauswiesel (Mustela nivalis), Steppeniltis (Mustela eversmannii), Asiatischer Dachs (Meles leucurus), Braunbär (Ursus arctos), Ren (Rangifer tarandus), Sibirisches Moschustier (Moscus moschiferus), Sibirisches Reh (Capreolus pygargus), Altai-Maral (Cervus elaphus sibiricus).
Die Avifauna ist mit über 140 Arten vertreten, darunter Schwarzstorch (Ciconia nigra), Steinadler (Aquila chrysaetos), Wanderfalke (Falco peregrinus) und Fischadler (Pandion haliaetus) gehören.
Unter den Fischen Bergschoriens sind Forellenfische wie Äschen (Thymallus sp.), Lenok (Brachymystax lenok), Taimen (Hucho taimen) nennenswert.

## Flora
306.500 ha (90,4 %) des Nationalparks sind von Wald bedeckt. Es überwiegen Sibirische Zirbelkiefer (Pinus sibirica) und Sibirische Tanne (Abies sibirica), seltener sind Sibirische Fichte (Picea obovata), Waldkiefer (Pinus sylvestris), Moor-Birke (Betula pubescens) und Espe (Populus tremula) anzutreffen. Das Unterholz der Wälder bilden Gewöhnliche Traubenkirsche (Prunus padus) und Sibirische Eberesche (Sorbus sibirica).
Im Park wachsen über 60 seltene oder vom Aussterben bedrohte Pflanzen, die in die sogenannten Roten Bücher Russlands oder der Oblast Kemerowo aufgenommen wurden.